# Tanarro
Tanarro es una localidad del municipio de Sepúlveda, en la provincia de Segovia, Castilla y León (España), situado junto a la carretera SG-205, próxima al pueblo de Perorrubio.
En 2021 contaba con 3 habitantes. Aunque en otras fuentes consta que el número real es de 5 habitantes.

## Historia
Población del ochavo de Prádena de la Comunidad de villa y tierra de Sepúlveda quién la fundó o repobló durante la Reconquista, está situado sobre suaves lomas típicas del paisaje de la campiña, muy próximo al río Caslilla, que avanza hacia el norte buscando al Duratón a los pies de Sepúlveda. Tanarro, situado junto a la carretera de Santa Marta del Cerro, fue antiguamente un barrio de Perorrubio, incluso antes de que este formara ayuntamiento con Vellosillo. En la década de los 60 y 70 la población de Tanarro emigró del campo a la ciudad y el pueblo se deterioró debido al abandono de las casas y de las huertas. En la actualidad algunas de estas casas se han recuperado.
Anteriormente pertenecía al municipio de Perorrubio que fue un municipio independiente hasta su incorporación a Sepúlveda en 1971.

### Origen y repoblación
Gracias a un estudio realizado para formar un árbol genealógico sobre la ascendencia del apellido Tanarro, se sabe que:       
- A partir del 1010 y tras pasar el peligro que supuso Almanzor, los cristianos se apoderaron definitivamente de la Villa de Sepúlveda y su zona de influencia. Se inició entonces de una forma más decidida la repoblación de la zona por colonos. El proceso de repoblación quizás se completó en unos 300 años más. Fue durante esos años cuando se crearon la mayor parte de las aldeas del Nordeste de Segovia que conocemos actualmente y otras muchas más que han desaparecido con el tiempo.
- La repoblación la realizaron colonos procedentes del Norte de la Península. En esta zona de Sepúlveda, la mayoría eran castellanos del Condado de Castilla, pero, por estudios realizados basándose en la toponimia, se estima que un 21% de los colonos llegados a esta zona eran navarro-riojanos.
- La aldea de Tanarro de Segovia figura con ese nombre ya en 1454, en la llamada toponimia de la Villa y Tierra de Sepúlveda, En el siglo XVI aparece con el nombre de Tanaharro, Sin embargo hasta hace un par de siglos  se le llamaba también "Tenarro",  por ejemplo en la relación de Sebastián Miñano de 1827, o la anterior del Marqués de la Ensenada.[5]

### Etimología
Su nombre originario es Tel Naharro y, según Pedro Luis Siguero Llorente, en su libro Significado de los nombres de los pueblos y despoblados de Segovia, el nombre de Tanarro deriva del nombre del repoblador Tel (o Tello) Narro (originalmente Naharro), proviene del nombre del repoblador Tello Navarro.
La evolución del nombre podría haber sido, según Pedro Luis Siguero: Tel Narro > Tenarro > Tanarro.  
Naharro significa "Navarra" y también "llanura".

## Ubicación
Está integrada en la Comunidad de villa y tierra de Sepúlveda en el ochavo de Prádena, junto con Prádena, Condado de Castilnovo (La Nava, Torrecilla, Valdesaz y Villafranca), Casla, Sigueruelo, Santa Marta del Cerro, Perorrubio, Castroserna de Abajo, Castroserna de Arriba, Los Cortos, Ventosilla y Tejadilla (Ventosilla, Tejadilla y Casas Altas) y Valleruela de Sepúlveda.
En la actualidad y desde 1971 pertenece al municipio de Sepúlveda, aunque este pertenece a otro ochavo distinto. Misma situación que la de Aldehuelas de Sepúlveda, Castrillo de Sepúlveda, Consuegra de Murera, Duratón, Hinojosas del Cerro, Perorrubio, Vellosillo, Villlar de Sobrepeña y Villaseca, este término destaca por el valioso patrimonio arquitectónico que ostenta. El núcleo urbano de Sepúlveda está declarado desde el año 1951 Conjunto Histórico Artístico, albergando hasta cinco Bienes de Interés Cultural (todos ellos de arte románico): la villa de Sepúlveda en sí misma, el Castillo, la iglesia de El Salvador (siglo XI), la iglesia de Santiago y la iglesia de San Juan.

### Ayuntamiento
En la actualidad pertenece al Ayuntamiento de Sepúlveda, desde hace unos 40 años. Pero anteriormente, Tanarro y Perorrubio tenían su propio Ayuntamiento, en el edificio que se encontraba en el actual frontón de Perorrubio. Pues Tanarro es un anejo de Perorrubio.
- Los dos pueblos tenían sus propias escuelas.
- El edificio del Club Social en Perorrubio pertenece a los dos pueblos.
- La casa del Médico que está en Perorrubio pertenece también a Tanarro, ya que la pagaron los vecinos de los dos pueblos.

## Demografía
| 3             | 5 | 6 | 6 | 9 | 11 | 9 | 9 | 8 | 7 | 3 | 3 |
| (Fuente: INE) |   |   |   |   |    |   |   |   |   |   |   |

## Cultura

### Patrimonio
- Ermita dedicada a Santa Bárbara (Patrona);
  - Austero edificio, ubicado junto a unos olmos secos y cuya planta es rectangular.
  - Los muros están hechos de mampostería con refuerzo de cadenas de sillares en los ángulos.
  - Su tejado es a dos aguas, y en su fachada principal tiene un sencillo campanil, consistente en un sencillo arco de medio punto con una campana en su interior y rematado por adornos de bolas.
  - De su interior solo se puede destacar un par de imágenes, la de San Antonio y la de San Isidro.
- Frontón o trinquete, construido en piedra siendo uno de los más antiguos de España;
- Fuentes de Pronzalo y de San Juan;
- Ruinas de la antigua fragua;
- Palomares antiguos (junto al teleclub).[8]

### Fiestas
- Santa Bárbara, protectora de los rayos y las tormentas el primer domingo de junio.[9] La devoción a la santa patrona está muy extendida en el alfoz de Sepúlveda. Su imagen se guarda habitualmente en la iglesia de Perorrubio.
- Las fiestas patronales son el tercer fin de semana de septiembre coincidiendo con las fiestas de Perorrubio. Dado que Tanarro pertenece a la Parroquia de San Pedro ad Vincula que se encuentra en Perorrubio.
- Durante los últimos años, los vecinos disfrutan haciendo fiesta el primer fin de semana de agosto. Coincidiendo con esa semana y durante todo aquel mes y el anterior, suelen ser las vacaciones de verano de los vecinos que buscan el contacto con la vida rural, aumentando temporalmente la población del pueblo, e incluyendo todos los rangos de edad.

### Costumbres
Según algunos testimonios de los habitantes, y cito: 
"Al ser una zona agrícola, en sus tierras es tradicional la existencia de un "Coto de Caza", se cazan codornices, perdices, liebres, conejos.
Asimismo, la gente del pueblo se solía juntar e "ir de cendera": podar árboles del pueblo, limpiar fuentes, caminos y arroyos.
Además, las vecinas del pueblo también se reunían en las eras de abajo para coser, hacer ganchillo, hacer sombreros y trajes tradicionales segovianos, eso hacían la tía Teresa, la tía Agustina, la tía Juana, la tía Marta, Julita, la tía Valentina y la tía Valentina de las Eras de Arriba que, aunque no hacía ganchillo porque veía muy poco, contaba refranes, abrigada con su manteo. Las niñas y niños iban con ellas al salir de la escuela, y, si se encontraban de casualidad al cura, era costumbre en aquella época besarle la mano.
Era tradicional hacer la matanza del cerdo, esquilar las ovejas, jugar al frontón, hacer jabón".
La misma fuente de estos testimonios también nos cuenta que "en el frontón se jugaban buenas partidas, venían de todos los pueblos de alrededor a jugar y a ver jugar. Era uno de los mejores frontones de la zona."

### Turismo
- Tanarro es ideal para hacer senderismo, pues es cercano al río San Juan y la Corona y el Prao Talcano, El Molino y Santa Marta del Cerro, El Cerro la Cabezada y Castroserna, el Camino de la Sima, La Cañada, el Pronzalo y el Pozarón, etc.
- Del mismo modo, se encuentra de paso a Sepúlveda y las Hoces del Duratón (Piraguísmo), Pedraza, Pradena, Riaza, El Castillo de Castilnovo, El románico de Duratón y Perorrubio, el Castillo de Turégano, Maderuelo.